# Maison du 15 rue Haute à Honfleur
La maison du 15 rue Haute à Honfleur est un édifice situé à Honfleur, dans le département français du Calvados, en France.

## Localisation
Le monument est situé à Honfleur au numéro 15 rue Haute anciennement rue Gambetta.

## Historique
La propriété est datée du XVIe siècle voire du XVe siècle-XVIe siècle.
Les commanditaires de la maison, une famille bourgeoise, sont inconnus.
La façade de la maison et la toiture sont inscrites au titre des Monuments historiques depuis le 29 janvier 1954.

## Caractères et architecture
La maison est construite à pans de bois et en pierres. 
Pourvue d'encorbellements, l'édifice possède des sculptures sur ses sablières, des ceps de vignes, des visages humains et des animaux.